# Makrofit
Makrofit je vodna rastlina, opazna s prostim očesom. 
Živi v litoralnem pasu. Primer take rastline je beli lokvanj, rumeni blatnik, kolmež. V vodnih sistemih so razporejene v enem ali več slojih.
Močno se razrastejo v poletnem in jesenskem času, medtem ko večina vrst v zimskem času v našem podnebju odmre. 
Makrofite razvrščamo lahko glede na rastno obliko, glede na pritrditev in glede na položaj v vodnem stolpcu. To so helofiti, hidrofit in amfibijski makrofiti. 